# Бальфур, Айзек Бейли
Сэр Айзек Бейли Бальфур (англ. Isaac Bayley Balfour, 31 марта 1853 — 30 ноября 1922) — британский (шотландский) ботаник, профессор ботаники и миколог.

## Биография
Айзек Бейли Бальфур родился 31 марта 1853 года в Эдинбурге в семье профессора Джона Хаттона Бальфура и Марион Споттишвуд Бейли.
Он пошёл по стопам своего отца, Джона Хаттона Бальфура (1808—1884), который был ботаником с хорошей репутацией. Айзек Бейли получил образование в Эдинбургской академии. В 1873 году он получил степень бакалавра в Эдинбургском университете.
В 1873—1878 годах Бальфур был преподавателем ботаники в Королевском ветеринарном колледже в Эдинбурге. В 1875 году он получил степень доктора наук в Эдинбургском университете. В 1877 году Бальфур получил степень бакалавра медицины, бакалавра хирургии в Эдинбургском университете; в этом же году он был избран членом Королевского общества Эдинбурга. В 1879 году Исаак Бейли был назначен профессором ботаники в Университете Глазго.
В 1880 году руководил научно-исследовательской экспедицией на остров Сокотра, впервые в европейской науке подробно описав её уникальную флору.
В 1884 году Бальфур был избран членом Лондонского королевского общества; в этом же году он был назначен профессором ботаники в Оксфордском университете. В 1897 году он был награждён Victoria Medal of Honour Королевского садоводческого общества. В 1901 году Айзек Бейли получил степень доктора права в Университете Глазго. В 1919 году он был награждён Медалью Линнея Лондонского Линнеевского общества. Исаак Бейли внёс значительный вклад в ботанику, описав множество видов растений. Бальфур подготовил ряд документов во время своей карьеры, но он не опубликовал ни одной собственной книги.
Айзек Бейли Бальфур умер 30 ноября 1922 года.

## Публикации
- Schimper, Andreas Franz Wilhelm; William Rogers Fisher, Percy Groom, Isaac Bayley Balfour (1903). Translation of Pflanzen-geographie auf physiologischer Grundlage by William Rogers Fisher. ed. Plant-geography Upon a Physiological Basis. Clarendon Press.